# Gekko remotus
Gekko remotus là một loài thằn lằn trong họ Gekkonidae. Loài này được Rösler, Wilms & Böhme mô tả khoa học đầu tiên năm 2012.